# Gino Pestelli
Gino Pestelli (Firenze, 13 settembre 1885 – Torino, 2 settembre 1965) è stato un giornalista e pubblicitario italiano.

## Biografia
Figlio di Rogero Pestelli, topografo all'Istituto Geografico Militare, dopo la laurea in Scienze economiche e commerciali all’Università degli Studi di Genova, si dedicò subito al giornalismo. Iniziò l'attività giornalistica nel 1906 come collaboratore alla "Gazzetta di Torino", e nel 1909 passò alla "Stampa", chiamato dall'allora direttore Alfredo Frassati; rimase nel quotidiano torinese per circa un ventennio e fu dapprima redattore, poi redattore capo e infine condirettore.
A Torino conobbe la scrittrice Carola Prosperi, amica di Gozzano e De Amicis e anch'essa collaboratrice alla Stampa, che sposò il 26 settembre 1908; dal matrimonio, il 29 giugno 1909 nacque Leo, unico figlio della coppia, che diverrà critico letterario e cinematografico di fama, padre a sua volta di Giorgio, noto storico della musica.
Durante la Prima guerra mondiale Gino Pestelli fu al fronte, meritandosi una croce al merito di guerra e una medaglia di bronzo al valor militare. Dopo la marcia su Roma (1922) fu sostenitore di una opposizione dura al fascismo e fu particolarmente attivo anche all'interno delle associazioni di rappresentanza di categoria. Nel giugno del 1924 è suo il titolo dopo il delitto Matteotti “Il cuore del popolo a Matteotti”, che gli valse l'ostracismo del regime. Nel 1928 fu costretto ad abbandonare il quotidiano torinese e l'anno successivo – grazie all'interessamento di Vittorio Valletta, suo amico ed ex commilitone – fu chiamato alla FIAT, con l’incarico di creare e dirigere i Servizi stampa, pubblicità e relazioni pubbliche del gruppo, ruolo che rivestì per 36 anni. Pestelli si assicurò la collaborazione di firme illustri della cultura italiana (Mario Sironi, Felice Casorati, Marcello Dudovich, Giorgio De Chirico, Pietro Annigoni, Massimo Bontempelli, ecc.). Nel 1952 fu insignito della medaglia d'oro «Vita di Pubblicitario» dalla Federazione italiana della Pubblicità.
Morì a Torino nel 1965. Nel 1968 fu costituito a Torino un Centro studi a lui dedicato, attivo soprattutto nella promozione della ricerca sulla storia del giornalismo e sui problemi di organizzazione e sviluppo della stampa periodica.